# 尤霍·奥尔基诺拉
尤霍·奥尔基诺拉（芬蘭語：Juho Olkinuora，1990年11月4日—），芬兰男子冰球运动员，场上位置是守门员。他曾代表芬兰参加2022年冬季奥林匹克运动会冰球比赛，获得一枚金牌。